# Orsini-Rosenbergové
Orsini-Rosenbergové či Orsiniové z Rosenbergu (též Ursini-Rosenberg, německy Orsini von Rosenberg) je jméno rakouského šlechtického rodu. Rodina pochází ze Štýrska, kde se poprvé připomíná na začátku 14. století. Později získali statky v Korutansku, kde až do 20. století vlastnili několik panství, v Korutansku také drželi dědičnou hodnost zemského hofmistra a několik potomků zde zastávalo funkci zemského hejtmana. V roce 1681 získali říšský hraběcí titul a od roku 1684 užívali jméno Orsini-Rosenberg. V korutanském hlavním městě Klagenfurtu jim patřily dva paláce, které dnes slouží jako stará a nová radnice. Hrabě František Xaver z Orsini-Rosenbergu (1723–1796) byl v roce 1790 povýšen do stavu říšských knížat v primogenituře. Později rod získal dědičné členství v rakouské Panské sněmovně (1872). Potomci rodu se v různých sférách veřejného života uplatňují i ve 21. století.

## Historie

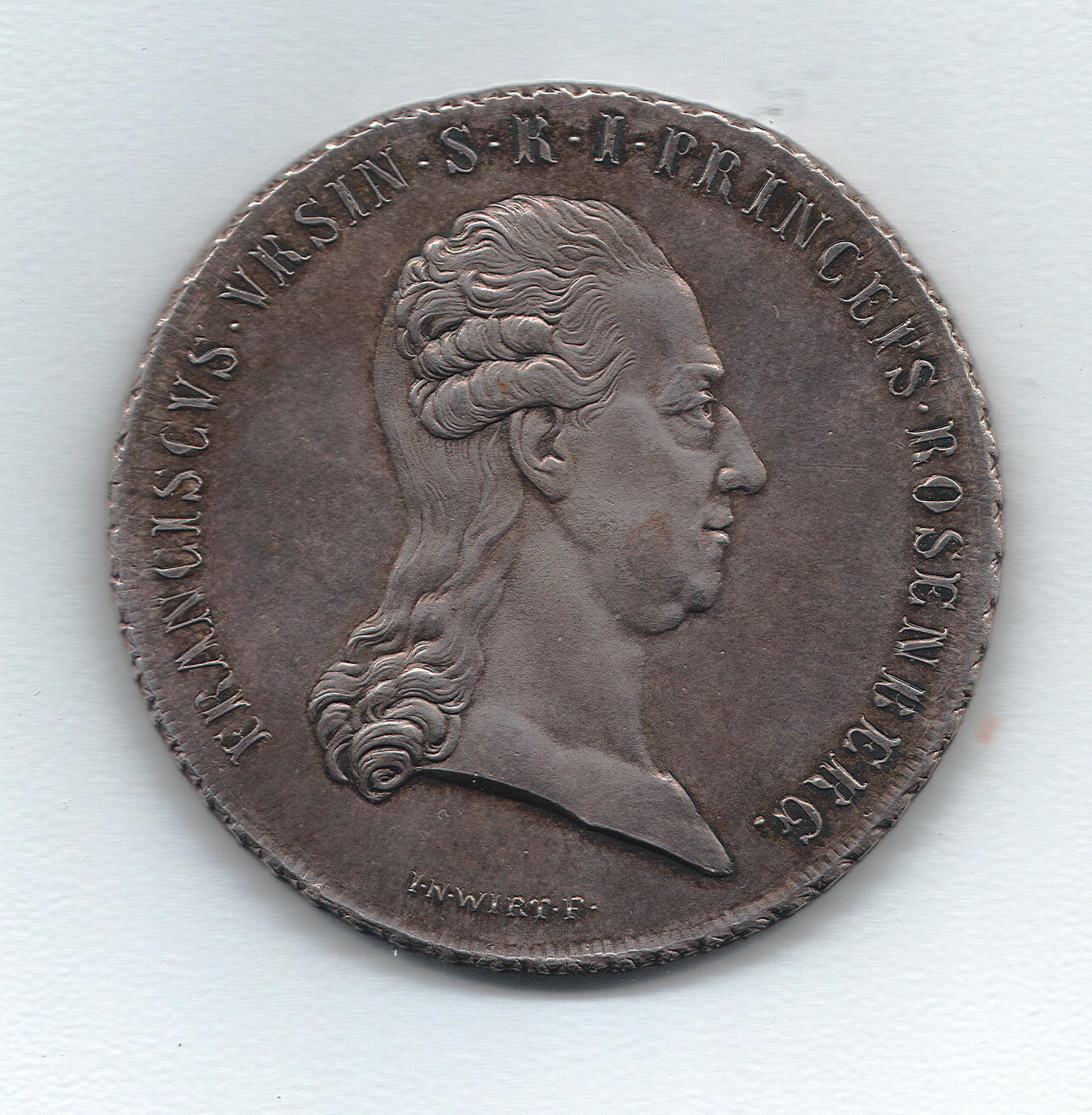
Kníže František Xaver z Orsini-Rosenbergu s vyobrazením na minci z roku 1793

Rodina původně užívala jméno Rosenberger (respektive Roesenberger) a pocházela ze Štýrska. Ve Štýrském Hradci se v roce 1301 připomíná jako první člen rodu Hartnid Rosenberger. Později potomci získali menší statky ve Štýrsku a zastávali nižší úřady ve správě habsburských zemí. Jiří Rosenberg byl v roce 1579 povýšen do šlechtického stavu, později rodina přesídlila do Korutanska. Jan Ondřej Rosenberg (1600–1667) zastával úřady ve správě Korutan, kde také v roce 1660 obdržel dědičnou hodnost zemského hofmistra. V roce 1633 byl povýšen do stavu říšských svobodných pánů a v roce 1648 získal rakouský hraběcí titul.
Jeho syn Volfgang Ondřej (1626–1695) byl dlouholetým prezidentem dvorské komory (1683–1692) a získal Řád zlatého rouna (1687). Se svým bratrem Jiřím Mikulášem (1623–1695) získal v roce 1681 říšský hraběcí titul a krátce nato se poprvé rodina uvádí pod jménem Orsini-Rosenberg, respektive Ursini-Rosenberg. S povolením nosit jméno Orsini se rozvířily diskuse o příbuzenství s prastarou římskou rodinou Orsiniů. Příbuzenský vztah je však velice nepravděpodobný. Stejně tak je obtížné doložit jejich údajnou příbuznost s českými Rožmberky, kteří vymřeli roku 1611. Kromě statků v Korutansku Volfgang Ondřej vlastnil také panství na Moravě (Brumov).
Volfgangovi synové rozdělili rod do dvou linií, z nichž starší vymřela již v roce 1796. František Xaver z Orsini-Rosenbergu (1723–1796) působil v diplomacii, později byl dlouholetým císařským nejvyšším komořím (1775–1796) a rytířem Řádu zlatého rouna. V roce 1790 byl povýšen do stavu říšských knížat, ale protože neměl potomstvo, dědicem titulu byl určen jeho bratranec Vincenc (1722–1794), případně jeho potomstvo.

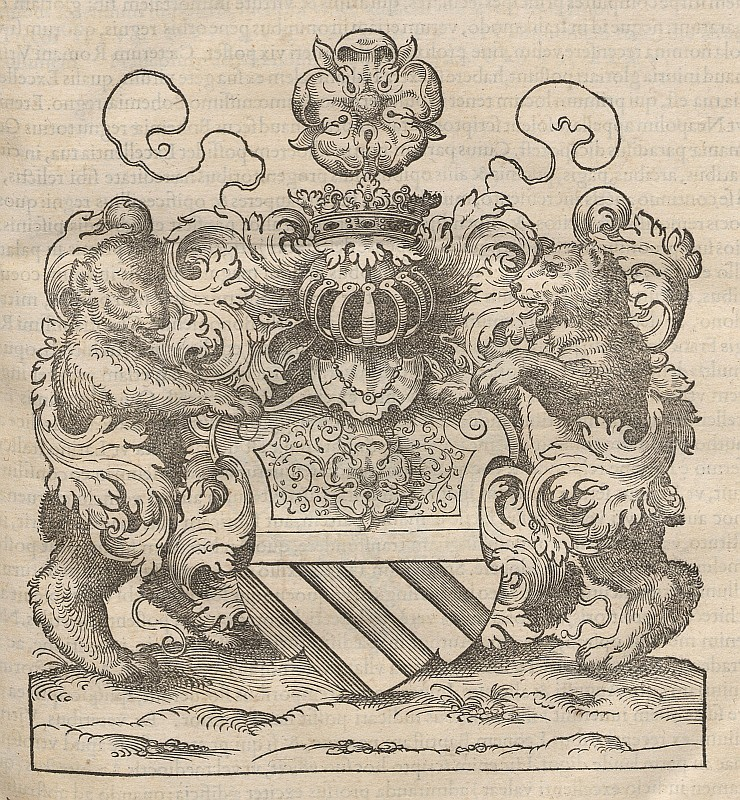
Erb Orsini-Rosenbergů v podobě z roku 1681

Z mladší linie vynikl Filip Josef (1691–1765), který byl vyslancem v několika evropských zemích, jeho syn Vincenc (1722–1794) zastával funkci zemského hejtmana v Korutansku. Z další generace proslul vojevůdce napoleonských válek František Serafín z Orsini-Rosenbergu (1761–1832), který dosáhl hodnosti generála jezdectva, získal Řád zlatého rouna a v roce 1796 se stal dědicem knížecího titulu. Jeho synové rozdělili rod do dalších tří linií. Nástupcem knížecího titulu byl Ferdinand Karel (1790–1859), jeho syn Jindřich (1848-1929) byl dlouholetým poslancem korutanského zemského sněmu a v roce 1872 získal dědičné členství v rakouské panské sněmovně. Současným představitelem knížecí linie je Johannes Andreas Orsini-Rosenberg (* 1949).
Potomci vedlejších linií se věnovali mimo jiné vojenské službě. Maxmilián (1846–1922) dosáhl hodnosti c. k. polního podmaršála a nakonec byl nejvyšším hofmistrem arcivévodkyně Marie Karolíny, vdovy po arcivévodu Rainerovi. Maxmiliánův bratranec Felix (1846–1905) byl též c. k. polním podmaršálem. Jeho syn Felix Maria (1886–1962) v době Rakouské republiky působil v diplomacii a po druhé světové válce byl rakouským vyslancem v Belgii a Lucembursku. Jeho vnučka Johanna (* 1968) je uznávanou rakouskou divadelní herečkou s uplatněním i ve filmu a televizi.

## Majetek

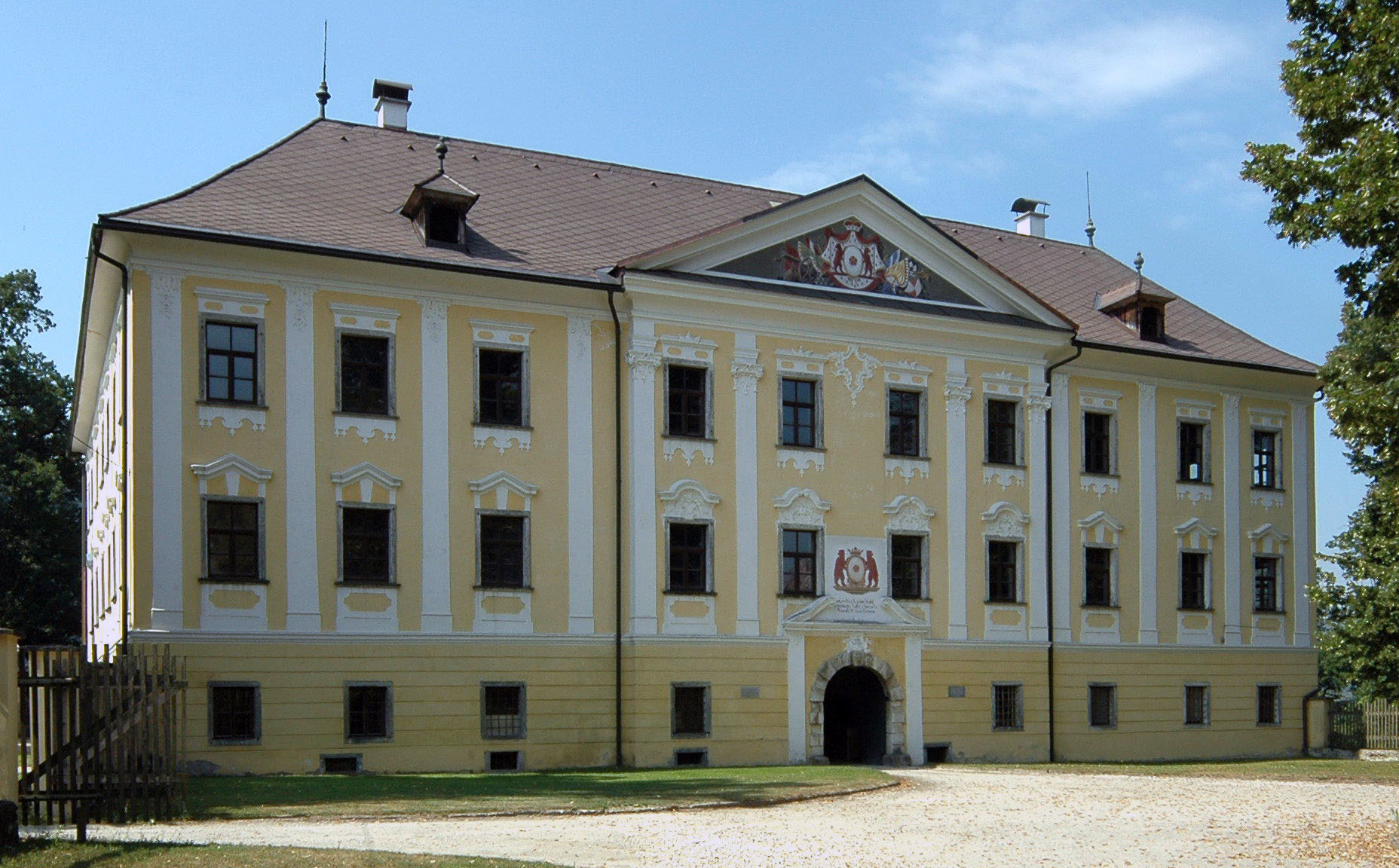
Zámek Grafenstein

Od 17. století budovali Rosenbergové rozsáhlé majetkové zázemí v Korutansku, kde jim patřilo několik velkých panství. Jan Ondřej Rosenberg získal v 17. století panství Altgrafenstein, kde později vznikl barokní zámek. Současná podoba zámku Grafenstein pochází z druhé poloviny 18. století, přestavbu podnikl Vincenc z Orsini-Rosenbergu. Jeho bratranec František Xaver nechal ve stejné době přestavět zámek Rosegg na stejnojmenném panství, které rodině patřilo od roku 1686. Dalším rodovým sídlem byl zámek Welzenegg (Korutansko), který koupil Jiří Mikuláš Rosenberg v roce 1671. Zámek Welzenegg po barokní přestavbě z 18. století sloužil později jako rodové sídlo v zimním období. V hlavním městě Korutanska vlastnili Rosenbergové dva paláce, které dnes slouží jako stará a nová radnice v Klagenfurtu. Na přelomu 17. a 18. století měli sídlo také ve Vídni, Volfgang Ondřej z Orsini-Rosenbergu nechal postavit palác v ulici Herrengasse, v roce 1718 prodali potomci palác rodině Batthyányů (palác dnes nese jméno Palais Batthyány-Strattmann). Volfgang Ondřej získal v roce 1695 inkolát na Moravě a téhož roku koupil panství Brumov se zříceninou hradu. Tento majetek prodal syn Filip Josef v roce 1728.

## Osobnosti

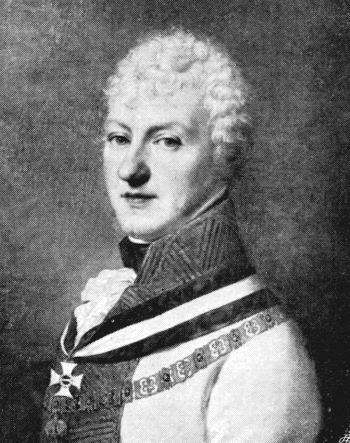
kníže František Serafín z Orsini-Rosenbergu (1761–1832), vojevůdce napoleonských válek

- Jan Ondřej (1600–1667), purkrabí v Klagenfurtu, 1633 říšský svobodný pán, 1648 rakouský hrabě
- Volfgang Ondřej (1626–1695), prezident dvorské komory 1683–1692, rytíř Řádu zlatého rouna, 1681 říšský hrabě, 1684 jméno Orsini-Rosenberg
- František Ondřej (1653–1698), zemský hejtman v Korutansku 1686–1698
- Volf Zikmund (1682–1739), zemský hejtman v Korutansku 1728–1734
- Filip Josef (1691–1765), císařský vyslanec v Portugalsku, Rusku, Prusku, Nizozemí a Benátské republice
- Vincenc Ferrerius (1722–1794), zemský hejtman v Kraňsku 1773–1774, v Korutansku 1774–1782
- František Xaver, 1. kníže z Orsini-Rosenbergu (1723–1796), císařský velvyslanec ve Španělsku 1757–1765, nejvyšší císařský komoří 1775–1796, 1790 říšský kníže
- František Serafín, 2. kníže z Orsini-Rosenbergu (1761–1832), vojevůdce napoleonských válek[9], c. k. generál jezdectva, rytíř Řádu zlatého rouna
- Maxmilián (1846–1922), c. k. polní podmaršál
- Felix (1846–1905), c. k. polní podmaršál
- Jindřich, 4. kníže z Orsini-Rosenbergu (1848–1929), poslanec korutanského zemského sněmu 1878–1918, dědičný člen rakouské Panské sněmovny 1872
- Felix Maria (1886–1962), rakouský vyslanec v Egyptě, Belgii a Lucembursku
- Johanna (* 1968), divadelní a filmová herečka[10]
- Wolfgang Andreas (* 1984), majitel advokátní kanceláře Orsini-Rosenberg ve Vídni[11]